# Iveco Bus Streetway
De Iveco Bus Streetway is een bustype, geproduceerd door de Turkse busfabrikant Otokar, in samenwerking met de Franse busfabrikant Iveco Bus. De bus is in september 2021 geïntroduceerd, nadat in 2020 een overeenkomst werd ondertekend door Iveco Bus en Otokar voor de gezamenlijke productie van bussen in de fabriek van Sakarya, voor verkoop in Europa, het Midden-Oosten en Afrika.
De Iveco Bus Streetway is gebaseerd op het chassis van de Iveco Bus Urbanway en uitgerust met Iveco Cursor 9-motoren. Dit model werd toegevoegd aan het Urbanway-assortiment zonder dat model te vervangen. De Streetway is verkrijgbaar in 2 lengtevarianten, namelijk 12 meter en 18,75 meter, en heeft 5 aandrijvingen: diesel, biodiesel, biomethanol, cng en elektrisch.

## Technische specificaties
|             | Streetway Elec                         | Streetway               | Streetway               | Streetway               | Streetway               | Streetway               | Streetway               |
| ----------- | -------------------------------------- | ----------------------- | ----------------------- | ----------------------- | ----------------------- | ----------------------- | ----------------------- |
| Lengte      | 12 130 mm                              | 12 000 mm               | 12 000 mm               | 18 000 mm               | 18 000 mm               | 18 750 mm               | 18 750 mm               |
| Breedte     | 2 550 mm                               | 2 540 mm                | 2 540 mm                | 2 540 mm                | 2 540 mm                | 2 540 mm                | 2 540 mm                |
| Hoogte      | 3 350 mm                               | 3 390 mm                | 3 245 mm                | 3 390 mm                | 3 245 mm                | 3 390 mm                | 3 245 mm                |
| Aandrijving | Electrisch                             | CNG                     | Diesel                  | CNG                     | Diesel                  | CNG                     | Diesel                  |
| Motor       | VOITH HD E-Motor                       | Cursor 9, Diesel of CNG | Cursor 9, Diesel of CNG | Cursor 9, Diesel of CNG | Cursor 9, Diesel of CNG | Cursor 9, Diesel of CNG | Cursor 9, Diesel of CNG |
| Vermogen    | 310 kW nominaal 410 kW peik / 3 100 Nm | 310 pk / 1300 Nm        | 310 pk / 1300 Nm        | 360 pk / 1640 Nm        | 360 pk / 1650 Nm        | 360 pk / 1640 Nm        | 360 pk / 1650 Nm        |

## Inzet
De meeste bussen van de type Streetway zijn in dienst in Oost-Europese landen zoals Tsjechië, Polen en Oostenrijk en Zuid-Europese landen zoals Italië.
| Bedrijf                                                   | Aantal           | Type              | Series                                          | Inzet                                | Opmerking                                                                                | Afbeelding |
| Duitsland                                                 | Duitsland        | Duitsland         | Duitsland                                       | Duitsland                            | Duitsland                                                                                | Duitsland  |
| --------------------------------------------------------- | ---------------- | ----------------- | ----------------------------------------------- | ------------------------------------ | ---------------------------------------------------------------------------------------- | ---------- |
| Beck Bus Reisen e.K.                                      | 2                | Streetway 12      | 2310 - 2311                                     | Stadsdienst Calw                     |                                                                                          |            |
| Brenner Omnibusbetrieb GmbH                               | 1                | Streetway 12      | SU-HV 932                                       | Regio Siegburg                       | Als onderaannemer voor RSVG                                                              |            |
| Gute Reise Hauck GmbH - Elsenfeld-Rück                    | 1                | Streetway 12      | 22                                              | Stadsdienst Miltenberg               |                                                                                          |            |
| IVECO Magirus AG                                          | 1                | Streetway 18      | -                                               | Proefbus                             |                                                                                          |            |
| LRV Lisa Reisen UG                                        | 1                | Streetway 12      | 793                                             | Stadsdienst Bonn                     |                                                                                          |            |
| Schraud Busreisen und Linienverkehr — Gerhard Schraud e.K | 2                | Streetway 12      | MSP-EY 931 MSP-EY 934                           | Stadsdienst Karlstadt                |                                                                                          |            |
| Schraud Busreisen und Linienverkehr — Gerhard Schraud e.K | 2                | Streetway 18      | MSP-EY 430 MSP-EY 450                           | Stadsdienst Karlstadt                |                                                                                          |            |
| Stadtbus Tuttlingen Klink                                 | 1                | Streetway 18      | 210                                             | Stadsdienst Tuttlingen               |                                                                                          |            |
| Hongarije                                                 |                  |                   |                                                 |                                      |                                                                                          |            |
| Inter Tan-Ker Zrt.                                        | 2                | Streetway 12      | 963 956                                         | Stadsdienst Boedapest                | Als onderaannemer voor Volánbusz                                                         |            |
| Italië                                                    |                  |                   |                                                 |                                      |                                                                                          |            |
| AIR Campania                                              | 6                | Streetway 12 CNG  | SW01 - SW06                                     | Stadsdienst Avellino                 |                                                                                          |            |
| ANM                                                       | 25               | Streetway 12 CNG  | LM021 - LM045                                   | Stadsdienst Napels                   |                                                                                          |            |
| ASMC                                                      | 1                | Streetway 12 CNG  | 383                                             | Stadsdienst Varese                   |                                                                                          |            |
| AT                                                        | 1                | Streetway 12 CNG  | B5044                                           | Stadsdienst Pisa                     |                                                                                          |            |
| AT                                                        | 9                | Streetway 18 CNG  | G7001 - G7009                                   | Stadsdienst Pisa                     |                                                                                          |            |
| AT                                                        | 4                | Streetway 18 CNG  | G7010 - G7013                                   | Stadsdienst Florence                 |                                                                                          |            |
| ATAC Civitanova                                           | 1                | Streetway 12      | 1                                               | Stadsdienst Macerata                 |                                                                                          |            |
| 1                                                         | Streetway 12 CNG | 12                |                                                 |                                      |                                                                                          |            |
| ATM                                                       | 4                | Streetway 18      | 1292 - 1295                                     | Stadsdienst Messina                  |                                                                                          |            |
| Busitalia                                                 | 21               | Streetway 12 CNG  | 41174 - 41189 41193 - 41194 41199 41203 - 41204 | Stadsdienst Salerno                  |                                                                                          |            |
| Conerobus                                                 | 8                | Streetway 18 CNG  | 1393 - 1400                                     | Stadsdienst Ancona                   |                                                                                          |            |
| Giachino                                                  | 1                | Streetway 12      | 20                                              | Stadsdienst Turijn                   |                                                                                          |            |
| Linee Lecco S.p.A.                                        | 2                | Streetway 12      | 75 - 76                                         | Stadsdienst Lecco                    |                                                                                          |            |
| SUN                                                       | 15               | Streetway 12 CNG  | 054 - 068                                       | Stadsdienst Novara                   |                                                                                          |            |
| Oostenrijk                                                |                  |                   |                                                 |                                      |                                                                                          |            |
| Planai-Hochwurzen-Ba                                      | 1                | Streetway 12      | UL-S 1713                                       | Stadsdienst Liezen                   | Gehuurd van Eichberger Reisen GmbH & Co. KG                                              |            |
| Polen                                                     |                  |                   |                                                 |                                      |                                                                                          |            |
| PKS Tarnobrzeg, sp. z o.o.                                | 10               | Streetway 12      | 2209 - 2218                                     | Stadsdienst Tarnobrzeg               |                                                                                          |            |
| Slovenië                                                  |                  |                   |                                                 |                                      |                                                                                          |            |
| Marprom d.o.o.                                            | 7                | Streetway 12      | 158 - 163                                       | Stadsdienst Maribor                  |                                                                                          |            |
| Slowakije                                                 |                  |                   |                                                 |                                      |                                                                                          |            |
| Blaguss Slovakia                                          | 5                | Streetway 12      | 90214 - 90218                                   | Stadsdienst Ružomberok               |                                                                                          |            |
| DP mesta Považská Bystrica                                | 1                | Streetway 12      | 88                                              | Stadsdienst Povážska Bystrica        |                                                                                          |            |
| SAD Lučenec, a.s.                                         | 5                | Streetway 12      | 828 - 830 835 - 836                             | Stadsdiensten regio Banská Bystrica  |                                                                                          |            |
| Tsjechië                                                  |                  |                   |                                                 |                                      |                                                                                          |            |
| ČSAD Střední Čechy a.s.                                   | 5                | Streetway 12      | 8103 - 8107                                     | O.a. stadsdienst Mělník              |                                                                                          |            |
| Dopravní podnik hl. m. Prahy, a. s.                       | 83               | Streetway 12      | 4101 - 4183                                     | Stadsdienst Praag                    |                                                                                          |            |
| Dopravní podnik hl. m. Prahy, a. s.                       | 41               | Streetway 18      | 5101 - 5141                                     | Stadsdienst Praag                    |                                                                                          |            |
| Dopravní podnik města Pardubic a.s.                       | 1                | Streetway 12      | 199                                             | Stadsdienst Pardubice                | Heeft van 2021 t/m 2023 bij verschillende andere busmaatschappijen als proefbus gereden. |            |
| Iveco Czech Republic, a.s.                                | 3                | Streetway 12 ELEC | -                                               | Proefbussen                          |                                                                                          |            |
| Transdev Bruntál                                          | 3                | Streetway 12      | 81-1002 - 81-1004                               | Stadsdienst Bruntál                  |                                                                                          |            |
| Transdev Slezsko                                          | 18               | Streetway 12 CNG  | 40-1325 - 40-1341 50-1307                       | Stadsdienst Karviná                  |                                                                                          |            |
| Transdev Slezsko                                          | 1                | Streetway 18 CNG  | 40-0305                                         | Stadsdienst Karviná                  |                                                                                          |            |
| TSHB                                                      | 2                | Streetway 12      | 18 - 19                                         | Stadsdienst Havlíčkův Brod           |                                                                                          |            |
| Zweden                                                    |                  |                   |                                                 |                                      |                                                                                          |            |
| Trelleborgs Hamn                                          | 1                | Streetway 12      | 163                                             | Vervoer rond de haven van Trelleborg |                                                                                          |            |